# Tiberio Mitri
Tiberio Mitri est un boxeur et un acteur italien né à Trieste le 12 juillet 1926 et mort à Rome le 12 février 2001 .

## Biographie

### Carrière en tant que boxeur
Primo Tiberio Mitri, surnommé Tigre di Trieste débute comme boxeur professionnel en 1946, il remporte un combat par K.O. sur Lorenzo Pamio. En 1948 il remporte le titre italien des poids moyens en battant aux points Michele Marini. En 1949 il remporte le titre européen contre son challenger belge Cyriel Delannoit. Le 12 juillet 1950, jour de son 24e anniversaire il combat pour le titre mondial à New York contre Jake LaMotta. Il est battu aux points en 15 reprises.
Le 2 mai 1954 il remporte pour la seconde fois le titre européen des poids moyens en battant par K.O. à la première reprise l'anglais Randy Turpin. Il perd le titre cinq mois plus tard contre Charles Humez.
Entre-temps, il entreprend une carrière d'acteur au cinéma. Son premier film Les Trois Corsaires  date de 1952.
En 1954 il se sépare de l'actrice et ex Miss Italie Fulvia Franco qu'il avait épousée en 1950. Tiberio Mitri quitte la boxe en 1957, avec 101 combats, 88 victoires, 7 nuls et 6 défaites.

### Carrière en tant qu'acteur
En 1959 il joue dans le film La Grande Guerre, aux côtés de Vittorio Gassman et Alberto Sordi. Pendant cette période il apparaît souvent à la télévision dans des émissions de variétés. À partir de 1975, il se fait rare au cinéma et ne participe que sporadiquement en jouant son propre rôle La signora della notte (1985) et Pugili (1995).
À la fin des années 1980 il joue à la télévision dans la série Classe di ferro réalisée par Bruno Corbucci.

## Les dernières années
Tiberio Mitri victime de troubles mentaux, probablement dus à la maladie d'Alzheimer , est renversé par un train local sur la ligne Rome-Civitavecchia près de Porta Maggiore, à deux kilomètres de la Gare de Rome-Termini,.
Le 26 et 27 septembre 2011 la Rai 1 a diffusé une mini série « Tiberio Mitri - Il campione e la miss », réalisée par Angelo Longoni. Le rôle de Tiberio Mitri est joué par Luca Argentero.

### Filmographie partielle
- 1952 : Era lei che lo voleva, réalisation de Marino Girolami et Giorgio Simonelli
- 1952 : Les Trois Corsaires, réalisation de Mario Soldati
- 1952 : La Fille du corsaire noir (Jolanda la figlia del corsaro nero) de Mario Soldati
- 1955 : Il nostro campione, réalisation de Vittorio Duse
- 1956 : Guardia, guardia scelta, brigadiere e maresciallo, réalisation de Mauro Bolognini
- 1957 : L'Adieu aux armes, réalisation de John Huston et Charles Vidor
- 1958 : Totò a Parigi, réalisation de Camillo Mastrocinque
- 1959 :
  - Un homme facile (Un uomo facile), réalisation de Paolo Heusch
  - Simpatico mascalzone, réalisation de Mario Amendola
  - La Grande Guerre, réalisation de Mario Monicelli
  - Pousse pas grand-père dans les orties, réalisation de Mauro Morassi
- 1960 : Cinq Femmes marquées, réalisation de Martin Ritt
- 1961 :
  - Le Meilleur Ennemi, réalisation de Guy Hamilton
  - L'Épave, réalisation de Michael Cacoyannis
- 1964 : La Rancune, réalisation de Bernhard Wicki
- 1966 : Du sang dans la montagne, réalisation de Carlo Lizzani
- 1967 : Danger : Diabolik !, réalisation de Mario Bava
- 1968 : La Bataille pour Anzio, réalisation de Duilio Coletti
- 1970 : Un homme nommé Sledge (A Man Called Sledge), réalisation de Giorgio Gentili et Vic Morrow
- 1976 : Gli angeli dalle mani bendate, réalisation de Oscar Brazzi
- 1986 : La signora della notte, réalisation de Piero Schivazappa
- 1995 : Pugili, réalisation de Lino Capolicchio.

### Séries TV
- Westinghouse Desilu Playhouse
- 1968 : L'Odyssée, réalisation de Franco Rossi
- 1989 - 1991 : Classe di ferro, réalisation de Bruno Corbucci

## Postérité
- 2011 : Tiberio Mitri - Il campione e la miss, réalisation de Angelo Longoni.